# Долни П'ял
Долни П'ял (словац. Dolný Pial) — село, громада округу Левіце, Нітранський край. Кадастрова площа громади — 13.99 км².
Населення 917 осіб (станом на 31 грудня 2018 року).

## Історія
Долни П'ял згадується 1470 року.

## Населення
| Рік:            | 1994. | 2004.   | 2014.   | 2024.   |
| --------------- | ----- | ------- | ------- | ------- |
| Кількість осіб: | 977   | 989     | 951     | 923     |
| Різниця:        |       | +1,22 % | -3,84 % | -2,94 % |

| Рік:            | 2023. | 2024.   |
| --------------- | ----- | ------- |
| Кількість осіб: | 896   | 923     |
| Різниця:        |       | +3,01 % |